# 益子陶芸村
益子陶芸村（ましことうげいむら）とは、栃木県芳賀郡益子町にある益子焼の陶器民芸品複合共同販売店である。
「益子焼窯元共販センター」を設立し社長も務めた成井藤夫が発案し創立された。

## 沿革

### 成り立ち
1977年（昭和52年）、「益子焼窯元共販センター」を創設し社長も務めていた成井藤夫が益子焼窯元共販株式会社を退社し、一陶芸家に戻り作陶活動を再開した。
そしてその翌年の1978年（昭和53年）11月1日、共販センターとは全く異なる「あくまで自分自身の好みの」陶器や民芸品を集めた、益子焼販売施設となる「益子陶芸村」を設立した。
益子町内に新しく開通したバイパス通り沿いの、当時はまだ移築されていなかった「旧濱田庄司邸」や「益子参考館」の近くという立地条件も合わせて店舗が建てられた。
創設された当時は「益子陶芸村」に開店した8店舗の内の1店舗は10軒の窯元による共同経営であり、他の7店舗は益子町の民芸店が小売店を出店。共同店舗方式の株式会社として経営が始まった。
そして成井藤夫自らの窯元である「藤夫窯」や、弟である成井恒雄の窯の焼き物などの益子焼のみならず、全国各地の「焼き物」や民芸品も揃えて販売し、特に益子焼は窯元の商品が手に入ることを売りとして、益子焼窯元共販センターや塚本製陶所と肩を並べるべく、益子焼作家の個展や、春と秋の益子焼のバーゲンセールも開催され、これが後の「益子陶器市」へと繋がっていった。

### 「益子焼販売村」として
「益子陶芸村」には様々な「益子焼販売店」や関連店舗、そして全国各地からの民芸品を扱う多彩な店が開かれていた。
以下が創設初期の1980年（昭和55年）に営業していた店舗である。
益子焼商事本店
益子で作陶されている益子焼の全てを品揃えしている益子焼販売専門店。2階には島岡達三の作品が陳列されていた。
炎の国
全国の陶芸店に入選した作家の作品を陳列販売。2階には若手作家の作品が陳列販売されていた。
無燼蔵しのはら
城内坂通りにある「益子焼しのはら」の支店。益子焼の作家作品や窯元作品を取り揃え、「益子藍染」製品も扱っていた。
火裏紅（かりこう）
将来ある若手作家の作品を陳列販売。
かまど
日常的に使われる実用的な陶器製食器を置き、全国のレストランや食事処で用いられていた商品を販売。2階には若手作家の陳列販売も。
ユタカクラフト
益子の竹製民芸品や日本各地の郷土玩具や民芸品のみならず、世界各地の民芸品も販売。
糸車
手織り、草木染め、刺し子、キルト、パッチワークなど布製品を扱う。
益子の里
秘伝のタレを使った鉄板焼きの食事処。
民芸茶房「絵留」
江戸時代から明治時代にかけての古い民芸品や家具が置かれ、益子焼でコーヒーを提供している茶房喫茶店。
益子焼の陶芸家でもある藤原郁三による陶板作品が飾られている。
他にも古美術品や版画の即売所であり、濱田庄司の作品も置かれていたギャラリーや、優れた作家の作品の展示場であった記念館も設けられていた。また1979年（昭和54年）10月には益子陶芸村開設1周年記念として益子陶芸村記念館で「濱田庄司遺作展」が開催されていた。
その後も陶芸作家の作品を販売した「益子物産」、「クラフトＫ」、「木漏れ日（相玄窯）」、「RIMIX NOISE」、アジアン雑貨輸入販売店「ALESS」など、様々な店舗が入れ替わりながら「暮らしの中にある陶器器のあり方」を提案しながら、「陶芸村」としての独自の民芸品販売店舗を展開していた。

### 2代目社長・成井スミ子
1991年（平成3年）に成井藤夫が逝去した後は、その妻であるスミ子が2代目社長に就任した。
そして布製品のコーディネートを客から募集したり、店主を務める茶房喫茶「絵留」で「歌声喫茶」を開催したり、スミ子社長自ら育てたアジサイ24種を展示し人気投票を行うなど様々な企画を発案し実行した。
その一方で窯元と相談しながら新たな益子焼の商品を提供する「益子焼の提案型ショップ」となる「Ｙスペース」を開設するなど、バブル経済が崩壊した後の「村の方向付け」の舵取りを行った。
そして「Modern Loft」や「ABURAYA」などのアンティークショップや、コーヒーショップ「1 1/2（イチトニブンノイチ）」のような「陶器専門店ではない店舗」が開店。
その一方で「益子陶器市」に積極的に参加し、数多くの陶芸家の作家テントが開かれていた。

### 現在
現在は益子焼の窯元の高齢化に伴い「ALESS」、「Modern Loft」、「1 1/2（イチトニブンノイチ）」を残して古くからの店舗は閉店し、特に益子焼専門販売店は全て閉店した。
そして現在「新製品としての益子焼」を販売している店舗は、専門店としては成井窯のアウトレット販売や成井恒雄の弟子たちの作陶作品の販売、そして成井恒雄の作陶作品を展示している（但し成井恒雄作品は展示のみの非売品なので注意）「野の花の道」の一店舗のみとなっており、他には数少ない店舗が本業の傍らに新製品の益子焼を販売している。
現在の「益子陶芸村」は、益子焼にこだわらない、新しい時代のニーズに合わせた新しい店舗を次々に開店させている。

### 民芸茶房 絵留（閉店済）
- （株）キークリエイション 編『東京周辺　小さな窯元めぐり』弘済出版社〈ニューガイド 私の日本 α 29〉、2000年11月1日、142頁。ISBN 9784330619002。

### 1 1/2（イチトニブンノイチ）
- 『SAKUTTO（サクット）とちぎのまち歩き～ほんのりカフェ時間～』下野新聞社、2009年9月4日、63頁。ISBN 9784882864035。
- 地球の歩き方編集室 著、株式会社情報技研 編『とちぎの歩き方 2012-13』株式会社ダイヤモンド・ビック社〈地球の歩き方MOOK 15〉、2011年9月29日、24,100頁。ISBN 9784478041895。
- ゆたり編集室株式会社メイツユニバーサルコンテンツ、2022年9月30日、80頁。ISBN 9784780426670。